# Plazoleta Franklin Delano Roosevelt
La plazoleta Franklin Delano Roosevelt es una de las plazoletas mejor ubicadas de la ciudad, frente al puerto de Salto.

## Historia
Siendo intendente el Orestes Lanza, en la década de 1940, se creó la "balconada al río".
En 1945 se designa con el nombre de plaza Franklin Delano Roosevelt en el mes de mayo.
Se ubica donde nacen las calles Atilio Chiazzaro y Uruguay en la zona portuaria de la ciudad.

### Fuente "La Bella y la Bestia"
El sector norte se encuentra la fuente "La Bella y la Bestia", al pie de la misma está escrito: "1830-1930. A cidade do Salto os brasileiros e seus filhos". Una curiosidad de esta fuente es su trasladado varias veces dentro de la ciudad. Su primer ubicación fue en la Plaza Artigas, esquinas Artigas y 18 de Julio, a continuación se trasladó al Parque Benito Solari, luego a calle Lavalleja y Uruguay y finalmente a su lugar actual; el motivo fue que el concilio ecuménico en 1945 consideró que la imagen era obscena.
En el primer acto en conmemoración de los 250 años de Salto, el 1° de enero de 2006, se colocó en esta plazoleta una  placa que dice: "Salto-celebración de los 250 años del proceso fundacional - 2006. Pueblo y gobierno de Salto".

### Balaustrada en la plazoleta Franklin Delano Roosevelt
Tiene una de las balaustradas más hermosas que dan al río, ubicada en Rep. Italiana, al inicio de calle Uruguay. La hilera de balaustres torneados, fabricado en arena y portland  con un eje de alambre.
De 1940 proviene la ornamentación con sus escalinatas y su pérgola en la zona del puerto de Salto.
Fue construida en homenaje al político Franklin Delano Roosevelt, siendo uno de los primeros homenajes que se le hicieron.

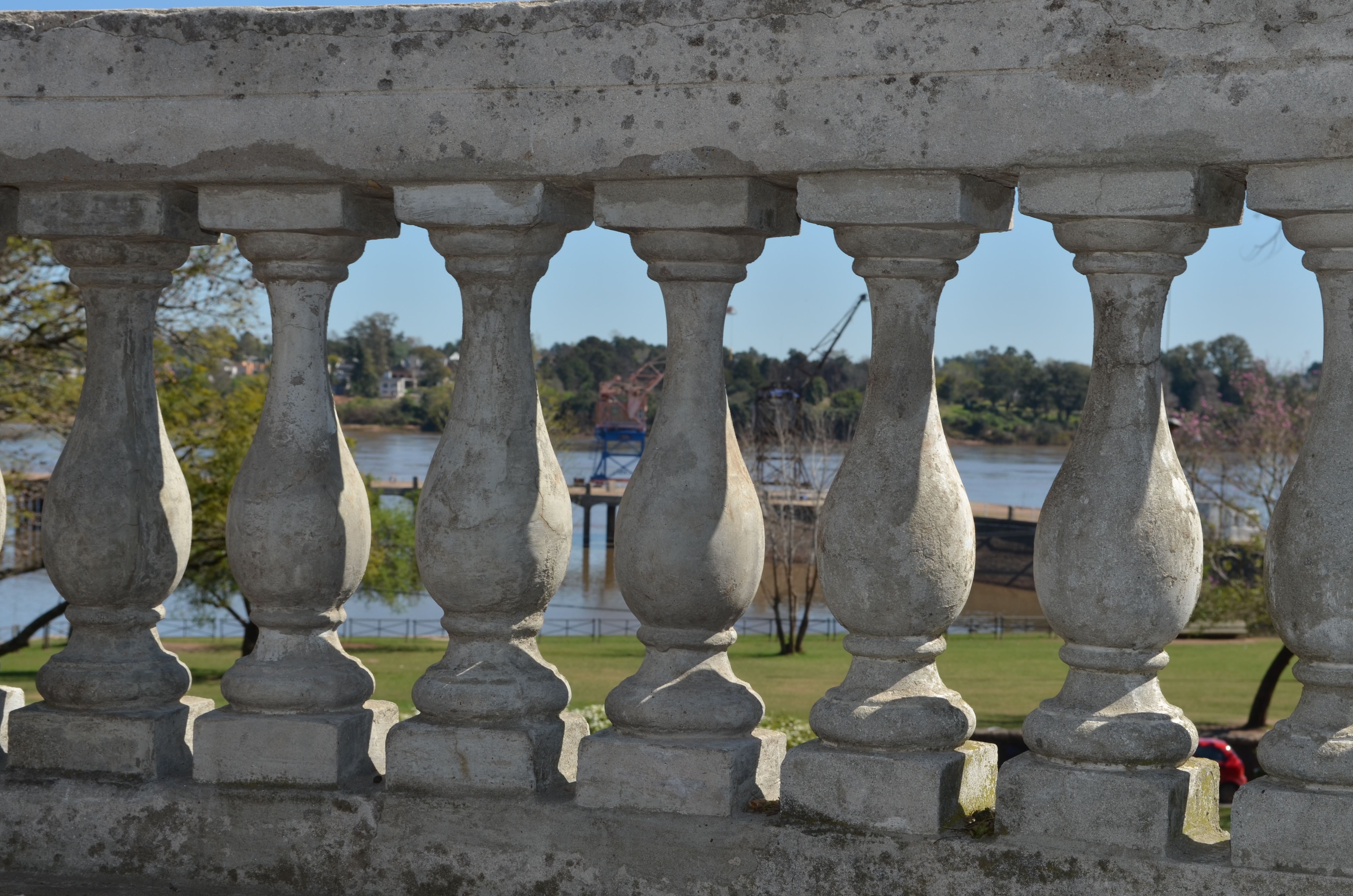
Balaustrada